# Harth-Pöllnitz
Harth-Pöllnitz is een gemeente in de Duitse deelstaat Thüringen, en maakt deel uit van de Landkreis Greiz.
Harth-Pöllnitz telt 2.819 inwoners.